# Opstandingskathedraal (Volokolamsk)
De Kathedraal van de Opstanding van Christus (Russisch: Собор Воскресения Христова) is een Russisch-orthodoxe kathedraal in de Russische stad Volokolamsk (oblast Moskou). Volokolamsk ligt circa 130 kilometer ten noordwesten van Moskou.

## Geschiedenis
De kathedraal werd gebouwd rond 1480 binnen het kremlin van Volokolamsk. De kerk is gebouwd van witte steen, staat op een hoge souterrain en wordt bekroond door een kleine helmkoepel. Vanaf de 17e eeuw werd de kerk meermalen ingrijpend veranderd. Het voor russische kerkarchitectuur typerende dak met kokosjniki werd vervangen door een eenvoudig schilddak en de houten veranda's met trap aan de buitenkant van de kerk verdwenen. Van de oorspronkelijke beschildering van het kerkinterieur resten slechts enkele fragmenten. Het grootste deel van de beschildering dateert van de 19e eeuw.
Volokolamsk was een rijke stad met wel 25 kerken en 6 kloosters. Maar gedurende de Tijd der Troebelen werd de stad overspoeld door vernielingen en gewelddadigheden. Slechts twee kerken en twee kloosters overleefden het. De Opstandingskathedraal werd in deze periode zwaar beschadigd en brandde deels uit. In het midden van de 17e eeuw werd de kathedraal herbouwd.
De eerste klokkentoren werd gebouwd in 1758. Aan het einde van de 18e eeuw werd de klokkentoren door een gang verbonden en herbouwd in de stijl van het classicisme. In die periode werd ook begonnen met het slechten van de aarden bewalling en de houten verdedigingswerken van het kremlin.
In 1862 werd de Nicolaaskathedraal voltooid, die pal voor de Opstandingskathedraal verrees. Om het kathedralenensemble meer eenheid te geven bouwde de architect Nikolai Petrovitsj Markov in de jaren 80 van de 19e eeuw een nieuwe klokkentoren van vijf verdiepingen. Ook werd een omheining rond de kathedralen aangelegd met bakstenen pijlers en fraaie hoektorens.

### Sovjet-periode
De kathedraal werd in 1930 voor de eredienst gesloten en als magazijn in gebruik genomen. Na de Tweede Wereldoorlog werd het complex gebruikt als kamp voor Duitse krijgsgevangenen. In de jaren 60 vond er een restauratie van de kathedralen plaats. De gebouwen werden daarna ingericht als museum.

### Heropening
In 1993 werd voor het eerst sinds de sluiting in de jaren 30 weer een Goddelijke Liturgie opgedragen. Momenteel is de kathedraal zowel in gebruik door het museum als de Russisch-orthodoxe Kerk.

## Afbeeldingen

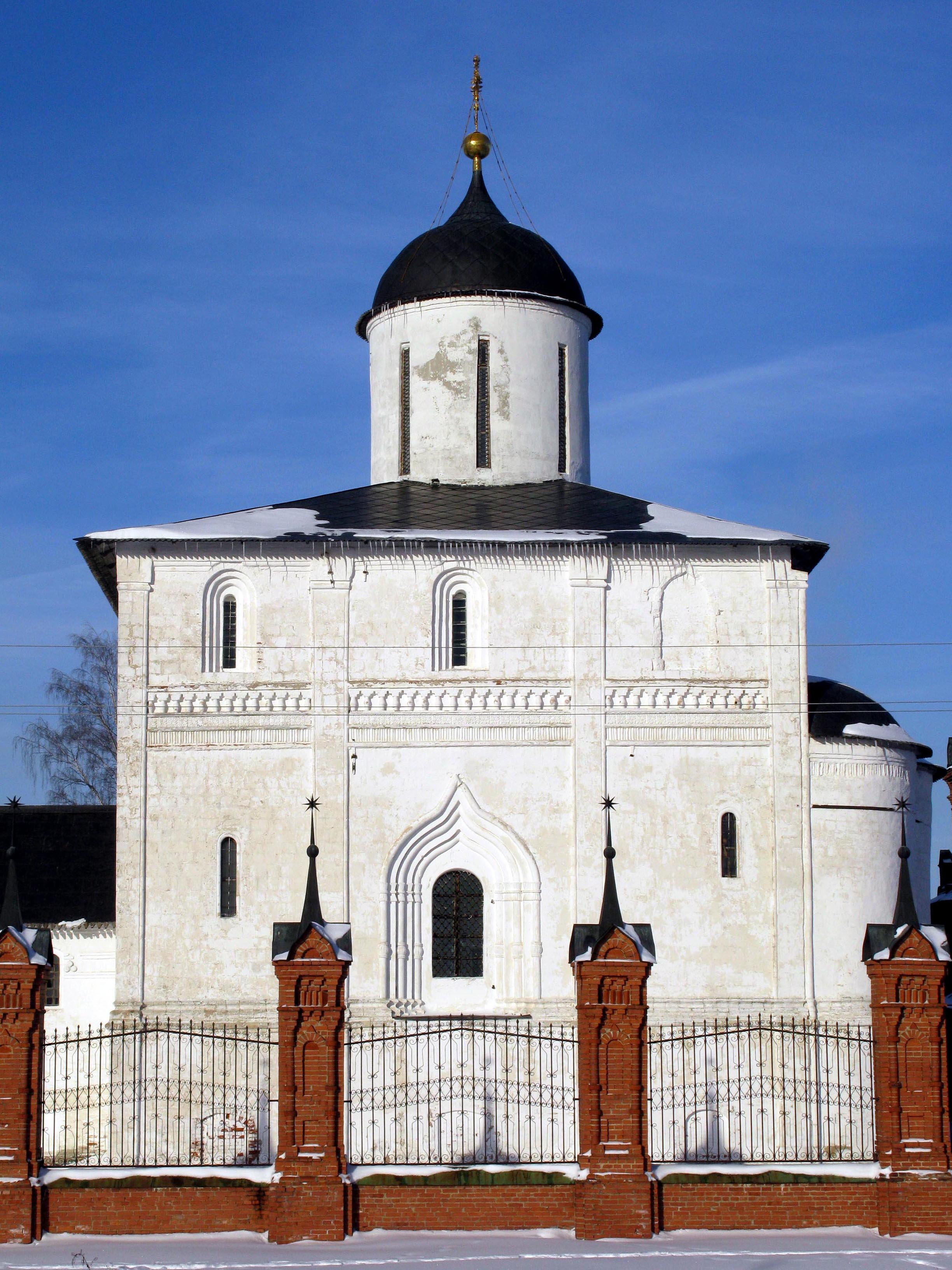
De kerk
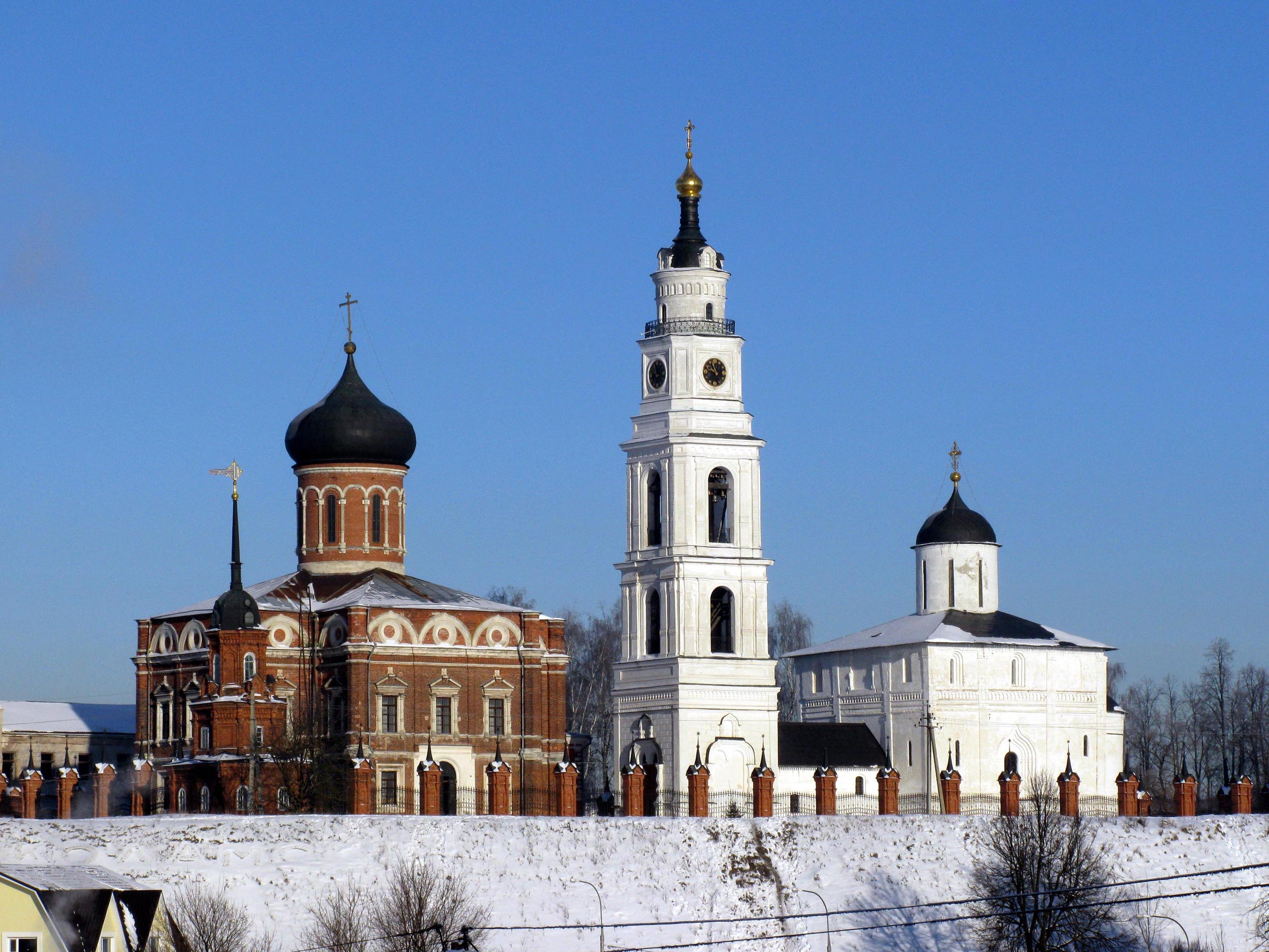
links de Nicolaaskathedraal, rechts de Opstandingskathedraal
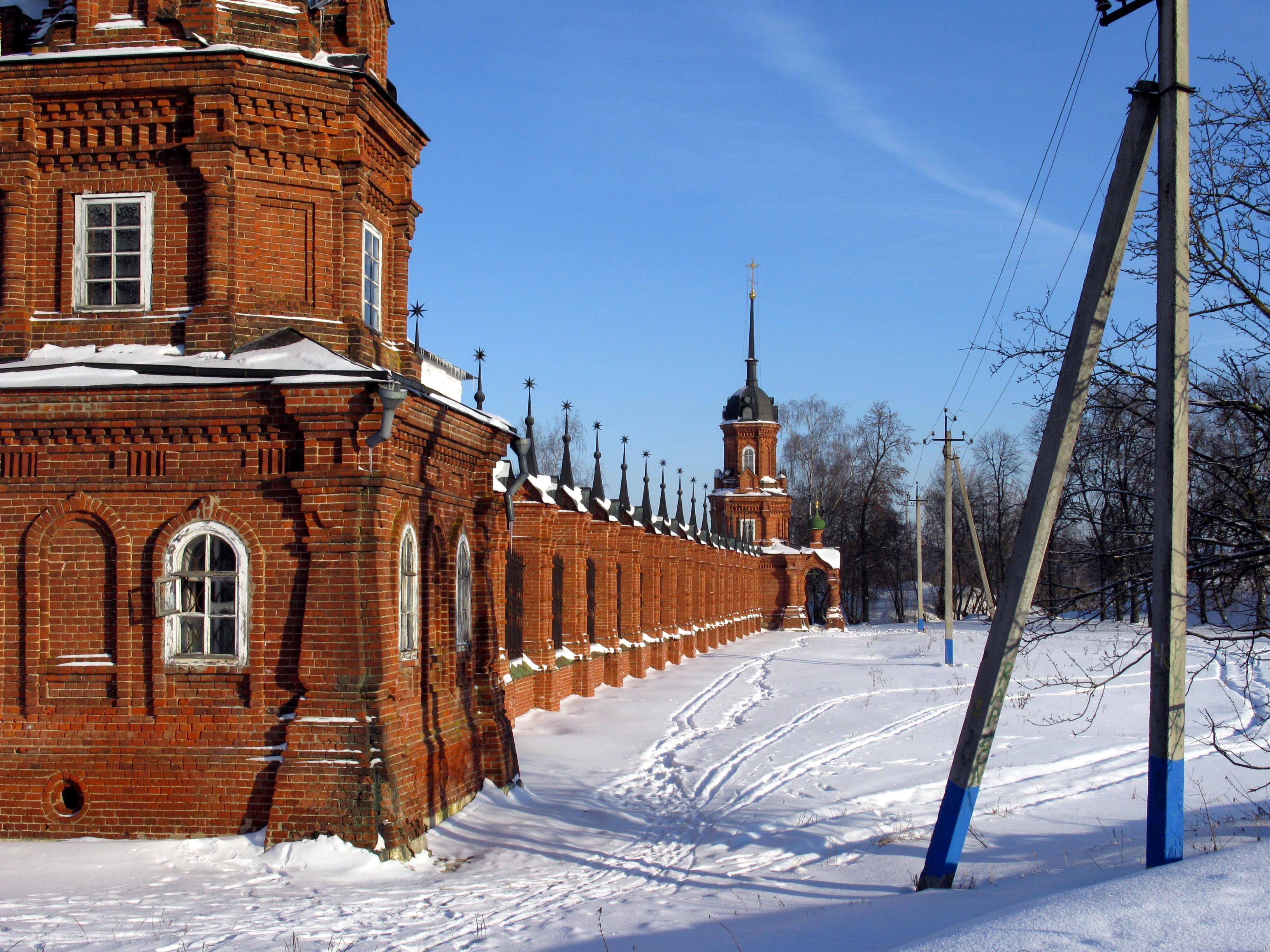
Omheining met hoektorens
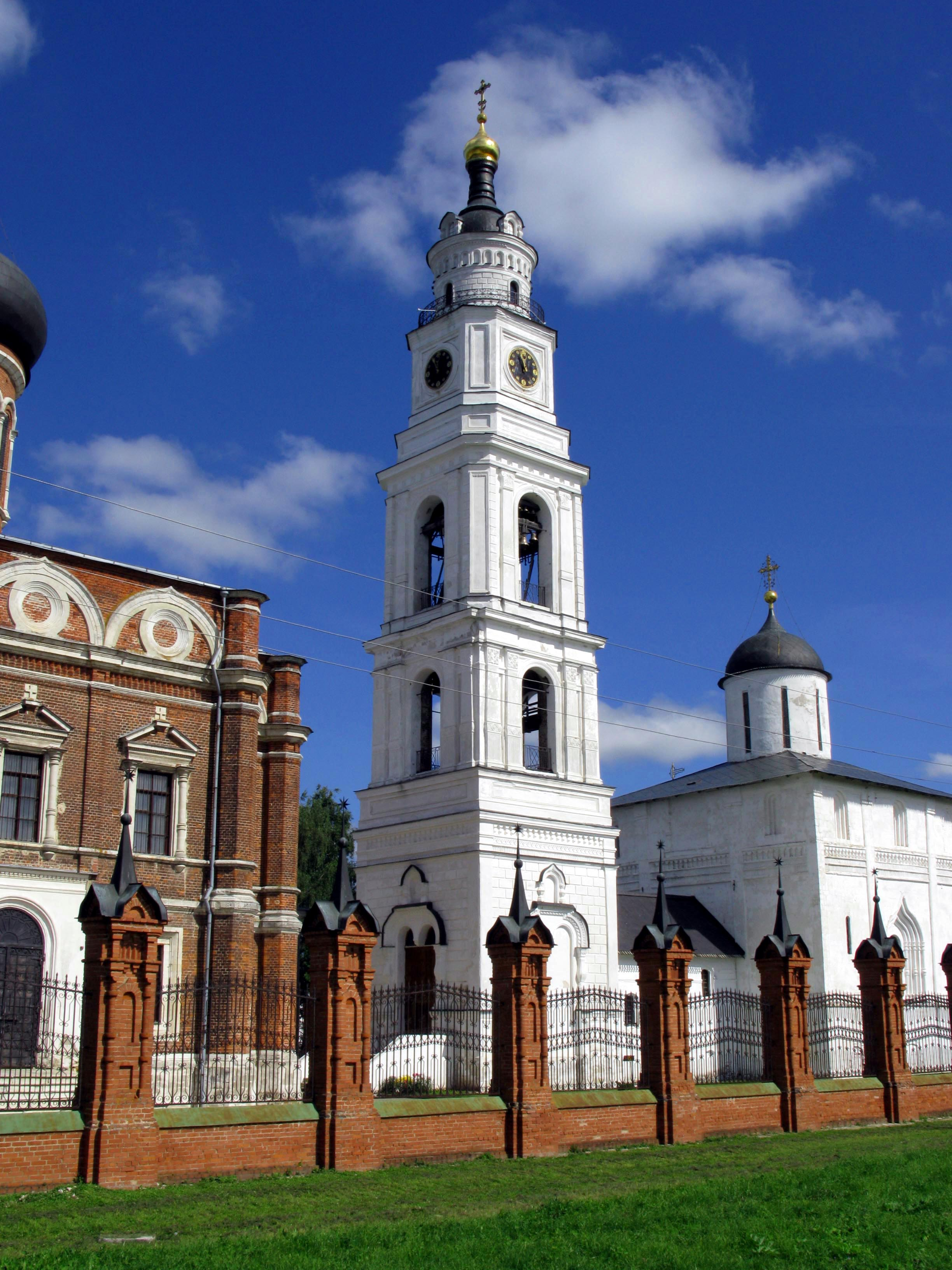
De klokkentoren